# Filipe II de Baden-Baden
Filipe II de Baden-Baden (em alemão:  Philipp II. Von Baden-Baden; Baden-Baden, 19 de fevereiro de 1559 – Baden-Baden, 7 de junho de 1588) foi um nobre alemão pertencente à Casa de Zähringen, e que foi marquês de Baden-Baden de 1569 até à sua morte.
Era filho do protestante Felisberto, marquês de Baden-Baden, e da católica Matilde da Baviera.

## Biografia
A sua mãe morrera quando Filipe tinha apenas seis anos. O pai viria a falecer a 3 de outubro de 1569, na batalha de Montcontour, em França, onde fora apoiar os Huguenotes.
Filipe, então com apenas 10 anos de idade, e a sua irmã Jacobeia, um ano mais velha, foram então criados pelo seu tutor legal, o tio Alberto V da Baviera.  Alberto deu aos sobrinhos uma estrita educação Católica.  Na Universidade de Ingolstadt, Filipe foi educado no espírito da Contra Reforma.
O marquês Felisberto, pai de Filipe, prometera aos seus súbditos liberdade religiosa mas, com a sua morte, essa liberdade fora posta em causa, quer pela sua viúva quer pelo seu filho, que eram fortemente influenciados pela sua educação Católica. Durante a regência do tio, o duque Alberto V da Baviera, a fé Católica fora reintroduzida na Marca de Baden-Baden no período 1570/71. Após ter assumido o governo, o primeiro decreto de Filipe foi que todos os cidadãos de Baden-Baden deveriam frequentar os serviços religiosos, ou teriam uma pena severa.
Filipe desmantelou o Neues Scloss  , na cidade de Baden-Baden, que fora construído em 1579, e edificou um magnífico castelo em estilo Renascentista exatamente no mesmo local. Isto aumentou as suas dívidas consideravelmente. Um inventório feito em 1582, para além de 218 instrumentos musicais, identificou um déficite de 200.000 florins. Filipe tentou cobrir estas dívidas através de incentivos ao setor comercial mas aumentou os impostos. A economia do seu estado parecia cada vez mais uma economia planificada.
Um período negro da história de Baden-Baden foi a Caça às bruxas, que teve lugar no seu reinado. Iniciaram-se durante o período da regência bávara, mas o seu número foi consideravelmente incrementado ao longo do seu reinado. A última condenação no tempo de Filipe ocorreu em 1580: 18 mulheres foram queimadas vivas nos distritos de Rastatt, Baden-Baden e Kuppenheim.
Quando Filipe morreu com 29 anos de idade, não deixou descendência pelo que foi sucedido pelo seu primo direito Eduardo Fortunato, Marquês de Baden-Rodemachern, reunindo os 2 estados. 
Filipe foi sepultado na Colegiada de Baden-Baden.